# Ottavio Bianchi
Ottavio Bianchi (Bréscia, 6 de outubro de 1943) é um ex-futebolista e treinador de futebol italiano. Como treinador, o maior sucesso de Bianchi foi vencer a final da Copa da UEFA da temporada 1988–89, com o Napoli.